# Stravenka

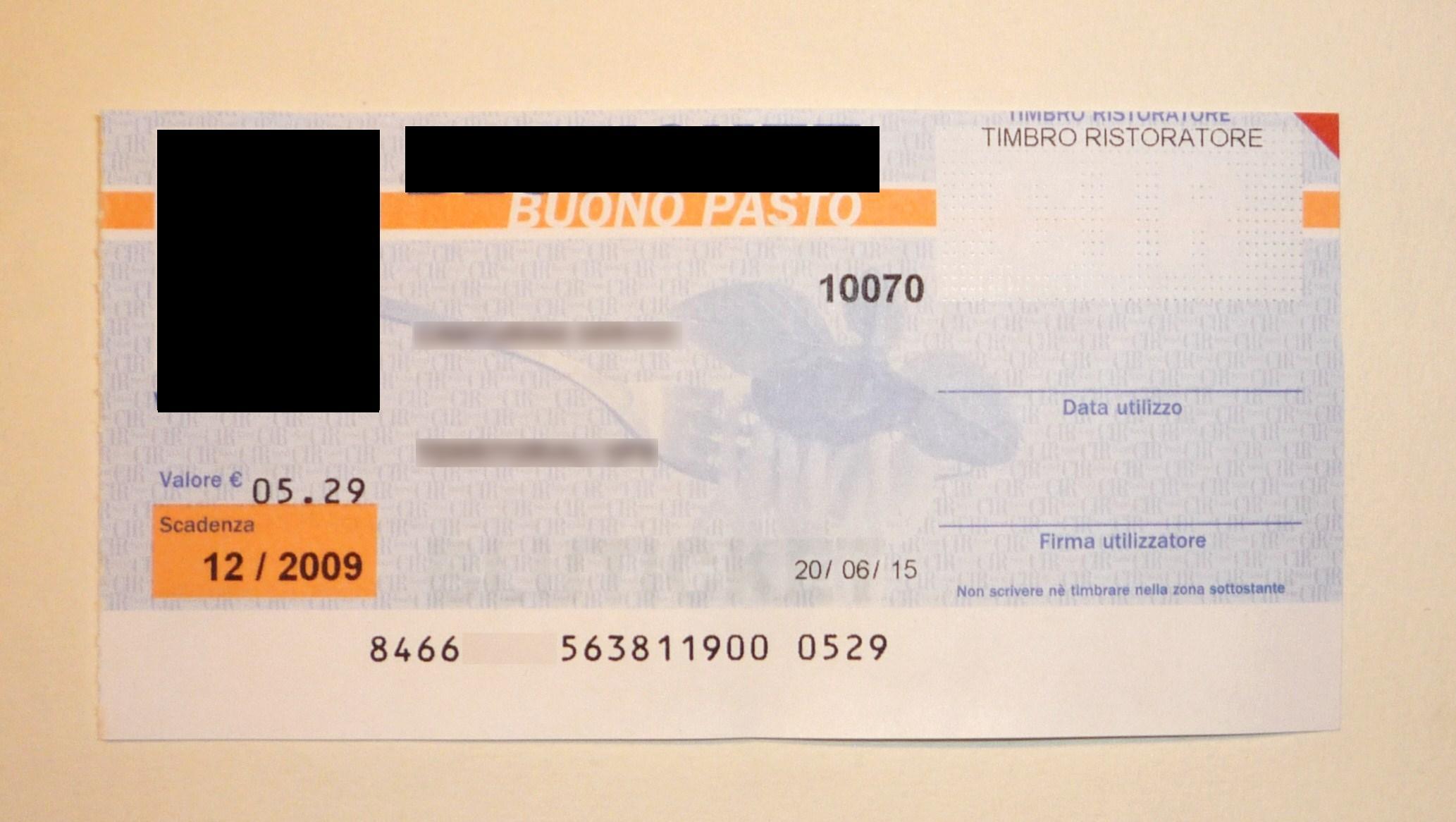
Italská stravenka

Stravenka je poukázka sloužící k nepřímé platbě za jídlo. Stravenka má charakter ceniny.

## Druhy stravenek

### Stravenky stravovacích zařízení
Existují stravenky, které pro svou potřebu vydává pouze stravovací zařízení, případně je vydává zaměstnavatel či škola pro své vlastní nebo určité smluvní stravovací zařízení.
Takové stravenky mohou být předem označeny pro odběr jídla v určený den, tj. strávník si může zakoupit buď celý bloček stravenek například pro všechny pracovní dny určitého měsíce, anebo jen vybrané či jednotlivé dny. Tento systém byl typický například pro školní jídelny v dobách před nástupem elektronických karet a před rozšířením sortimentu na více jídel denně.
Některé typy stravenek jsou vydávány jen jako potvrzení o zaplacení bez určení konkrétního data a vlastník si stravenku musí v určené lhůtě, zpravidla do předchozího dne před použitím, nechat pro daný den a vybrané jídlo označit (samoobslužným razítkem, v registračním automatu nebo u příslušného zaměstnance stravovny), popřípadě oddělitelnou část stravenky použít jako objednávkový lístek apod.

### Stravenky platné ve smluvní síti
Existují také stravenky, které vydávají v různých nominálních hodnotách specializované firmy a které platí v celé síti smluvních restaurací a prodejen. Tyto stravenky fungují de facto jako jakási doplňková měna, avšak jsou určeny jen pro jedno použití a mají časově omezenou platnost (zpravidla na kalendářní rok s určitým přesahem). Obvykle je dostávají zdarma či se slevou zaměstnanci od svých zaměstnavatelů, protože stát na stravování zaměstnanců včetně této formy poskytuje daňové výhody.
V poslední době[kdy?] se začala objevovat nová forma této služby, elektronická stravenka na platební kartě. Ta funguje obdobně jako platební karta z pohledu použití, obdobně jako papírová stravenka z pohledu obsahu služby. Výhodou je snížení administrativní náročnosti řešení podpory zaměstnaneckého stravování – není potřeba rozdávat papírové poukázky, platit za dopravu poukázek na místo. Stravné je také většinou připsáno ihned po zaplacení objednávky.

## Síťové zaměstnanecké stravenky v České republice (Jídelní kupony)
Stravenky se v České republice vydávají jak v papírové podobě, tak v elektronické verzi (plastová karta s čipem nebo i mobilní aplikace). Mezi nejrozšířenější vydavatele a typy stravenek v České republice patří společnosti Sodexo/Pluxee (Gastro Pass, Multi Pass CARD), Edenred (Ticket Restaurant, Edenred Card), Up Česká republika (Chèque Déjeuner, eStravenka), BANCIBO SE (Gastro Card) , Benefit Plus (Benefit Plus Card), BENEFITY a.s. (Naše stravenka), Advanced Finances a.s. (LemonPay), Satispoll s r.o. (Benefitka Card).
Poslední česká společnost, která prodávala stravenky prakticky po celém území ČR, byla Exit Group, která je od října 2009 součástí firmy Edenred, dříve Accor Services.
Agentura GfK Czech s. r. o. provedla 15.–21. září 2009 v České republice mezi 1000 zaměstnanci průzkum stravovacích návyků v závislosti na používání stravenek. Podle této studie průměrná hodnota stravenky činila 67,50 Kč. Příjemci stravenek využívali restaurace k obědvání o 53 % častěji než ostatní zaměstnanci, a zároveň motivovali k chození do restaurací i ty zaměstnance, kteří stravenky neodebírali. Příjemce stravenky utratil za oběd průměrně 94 Kč, přičemž průměrně 70 Kč zaplatil stravenkou a 24 Kč doplatil v hotovosti.
Původně stravenky platily jen pro odběr teplého jídla, později byla tato podmínka ze zákona vypuštěna a některé stravenky platí i pro nákup potravin v pultových a samoobslužných prodejnách. Smluvní podmínky obvykle v souladu s podmínkami daňových úlev omezují jejich použití na potraviny a vylučují jejich využití k nákupu alkoholických nápojů, avšak přesto je mnohde možné za stravenky kupovat i jiné zboží. Proto například Petr Paulczynski popisuje případ, kdy tyto poukázky byly použity v obchodním řetězci Kaufland k nákupu alkoholu a tabákových výrobků.
David Rýc, ředitel vnějších vztahů stravenkové společnosti Le Chèque Déjeuner, v reakci na jiný kritický článek uvedl, že tato forma stravenek neexistuje jen v České republice a Francii, ale osvědčila se v řadě dalších zemí, například 16 zemích Evropy včetně zemí s rovnou daní (Slovensko, Rumunsko), Indii, Turecku, Brazílii i Mexiku. Podle studií zmiňovaných Rýcem je zneužívání stravenek okrajovým jevem, protože podle dotazníkových šetření je nezneužívá více než 5 % odběratelů. Státní orgány se odmítly na kontrole dodržování podmínek podílet, vydavatelé stravenek proti zneužívání smluvně prosadili některá opatření, například maximální počet stravenek využitelný při jednom nákupu nebo úpravu pokladního softwaru některých prodejních sítí supermarketů tak, aby neumožňoval hradit stravenkami nepotravinové zboží. Pokud zákazník platí stravenkami o vyšší celkové hodnotě než je cena nákupu, některé prodejny vracejí peníze do určitého limitu anebo vracejí i stravenky nižší nominální hodnoty, ač obojí je většinou v rozporu se smluvními podmínkami.
Firmy, které vydávají a přijímají stravenky zpět, mají od zaměstnavatele a obchodníka (například restaurace) provizi přibližně 10 %. S výjimkou Naší stravenky, která zaměstnavatelům nabízí stravenky pro jejich zaměstnance zcela bez provize a od restaurací stravenky vykupuje s provizí ve výši 2,5 %.
Největší poskytovatelé stravenek v ČR jsou francouzské firmy (jejich pobočky). Předseda CBA Roman Mazák ukazuje, že provize poskytovatelům jsou jako lichva.

## Právní podmínky v České republice
Poskytování závodního stravování, k němuž lze přiřadit i stravování prostřednictvím stravenek, se obecně opírá o ustanovení § 236 zákoníku práce. Zde je stanoveno, že zaměstnavatelé jsou povinni umožnit všem zaměstnancům ve všech směnách stravování. Tato povinnost se nevztahuje na zaměstnance vyslané na pracovní cestu. Výše uvedené platí v zásadě jak pro podnikatelské subjekty, tak i pro organizační složky státu a příspěvkové organizace. V dalším se již přístup a platná právní úprava pro tyto rozdílné subjekty liší.
Dle platného znění § 24 odst. 2 písm. j) bodu 4 zákona č. 586/1992 Sb. lze do daňově uznatelných výdajů zahrnout příspěvek na závodní stravování zajišťované prostřednictvím jiných subjektů a poskytované až do výše 55 % ceny jednoho jídla za jednu směnu, maximálně však do výše 70 % stravného při pracovní cestě 5–12 hodin (výše je vymezena v § 176 odst. 1 písm. a) zákoníku práce). Z výše uvedeného je zřejmé, že výše daňově uznatelného příspěvku je omezena dvěma současně platícími podmínkami:
- nesmí přesáhnout 55 % ceny jídla na jednu pracovní směnu (cenou jídla se rozumí hodnota stravenky včetně poplatku za zprostředkování).
- nesmí přesáhnout 70 % stravného při trvání pracovní cesty 5–12 hodin. K 1. lednu 2024 maximální stravné při pracovní cestě 5–12 hodin činí 166 Kč, tj. maximální daňově uznatelný příspěvek 116,20 Kč (70 % ze stravného 166 Kč). V případě, že zůstane zachován stávající poměr – 55 % hodnoty stravenky hradí zaměstnavatel (116,-Kč) a pracovník 45 % hodnoty stravenky (95,-Kč), vzniká tím optimální hodnota stravenky.

Proto optimalní hodnota stravenky od 1.1.2024 činí 211 Kč. Od tohoto data lze uplatnit stravenkový paušál až do výše 116,20 Kč za směnu (70 % ze stravného 166 Kč)
V roce 2017 umožňovalo poskytovat zaměstnanci jídlo v hodnotě cca 109 Kč na jednu směnu, která trvá aspoň 3 hodiny, přičemž při poskytování této výše lze do daňových výdajů uznat příspěvek až 55 %, tj. 59,95 Kč. Zbývající část, tj. 49,05 Kč, buď uhradil zaměstnanec nebo mu byl poskytnut ze zisku či z fondů tvořených na kulturní a sociální účely. Nárok na další stravenku příslušel v této sféře až v případě, že pracovní směna v úhrnu s povinnou přestávkou v práci trvala více než 11 hodin. Pro posouzení doby trvání pracovní směny je rozhodná délka pracovní směny stanovená zaměstnavatelem konkrétnímu zaměstnanci v souladu se zákoníkem práce.
Daňově uznatelný příspěvek mohou dostávat i podílníci a jednatelé s. r. o. v pracovním poměru.
Zákon č. 586/1992 Sb., o dani z příjmu, je doplněn závazným pokynem D-300 MF z Finančního zpravodaje 11–12/2006, odst. 19 a 20, podle nějž si při zajišťování stravování prostřednictvím jiných subjektů může zaměstnavatel uplatnit jako daňový výdaj příspěvek podle § 24 odst. 2 písm. j) bodu 4 zákona za zaměstnance, který neodpracuje část směny nebo celou směnu z důvodů:
- a) důležitých osobních překážek v práci vymezených zvláštními právními předpisy
- b) překážek v práci v obecném zájmu podle zvláštního právního předpisu
- c) překážek na straně zaměstnavatele podle zvláštního právního předpisu (např. poruchy na strojním zařízení nebo v dodávkách surovin či pohonné síly, přerušení prácezpůsobené nepříznivými povětrnostními vlivy)
- d) čerpání náhradního volna
- e) účasti na školení za účelem prohloubení kvalifikace, pokud zaměstnanci nevzniká nárok na stravné podle zvláštního právního předpisu nebo pokud zaměstnavatel zaměstnanci nezabezpečil bezplatné stravování v rámci školení

Nemůže uplatnit jako daňový výdaj příspěvek podle § 24 odst. 2 písm. j) bodu 4 zákona za zaměstnance, který neodpracuje celou směnu s výjimkou uvedenou v písmenu a), např. při čerpání dovolené v rozsahu kratším než jedna směna.
V minulosti platná právní úprava byla v roce 2001 nahrazena vyhláškou Ministerstva financí ČR č. 430/2001 Sb. Od její platnosti mají organizační složky státu a státní příspěvkové organizace možnost přispívat svým zaměstnancům ve stejné výši jako podnikatelská sféra. Jedním z rozdílů je, že nárok na druhou stravenku vzniká v této sféře po odpracování 10 hodin a přítomnost v práci pro nárok na stravenku musí trvat alespoň 3 hodiny.
Pro příspěvkové organizace zřizované územními samosprávnými celky platí vyhláška č. 84/2005 Sb., která stanovuje možnost přispívat svým zaměstnancům ve stejné výši jako podnikatelská sféra. Pokud odpracovaná směna je stanovena nejméně na 10 hodin, má zaměstnanec nárok na dva příspěvky na stravování.
Poukázky na stravování, kterými je hrazeno poskytování stravovacích služeb ve vybrané síti restaurací a hotelů, nepodléhají dani při nákupu i prodeji, protože se jedná o platební prostředek nahrazující peníze. Strávník uhrazuje u plátce daně poukázkou cenu jídla včetně daně. DPH podléhá pouze zprostředkovatelská provize.
Při pracovních cestách v okolí pracoviště lze využít stravenky. U pracovních cest trvajících 5 a více hodin se použití stravenek vylučuje: „… Příspěvek nelze uplatnit na stravování za zaměstnance, kterému v průběhu směny vznikl nárok na stravné podle zvláštního právního předpisu…“ [§ 24 odst. 2 písm. j) bod 4 zákona č. 586/1992 Sb.].
Při zdaňování příjmu zaměstnance je dle znění § 6, odst. 9, písm. b) zákona č. 586/1992 Sb. tato hodnota stravování poskytována formou nepeněžního plnění a je od daně osvobozena.